# 엔쓰지
엔쓰지(일본어: 円通寺(えんつうじ))는 일본 아오모리현 무쓰시에 위치한 소토슈 계열 사찰이다. 산호(山號)는 기치조산(吉祥山)이며, 본존불은 석가여래이다. 오소레 산 보다이지(恐山菩提寺)의 본사(本寺)이다. 1522년 난부 가문의 원조로 소토슈 승려 슈카쿠(聚覚)에 의해 창건되어, 1659년 중흥되었다. 1871년 도나미번의 번청이 이 절에 옮겨졌다.